# Монтенеро-Валь-Кокк'яра
Монтенеро-Валь-Кокк'яра (італ. Montenero Val Cocchiara) — муніципалітет в Італії, у регіоні Молізе,  провінція Ізернія.
Монтенеро-Валь-Кокк'яра розташоване на відстані близько 135 км на схід від Рима, 55 км на захід від Кампобассо, 19 км на північний захід від Ізернії.
Населення — 556 осіб (2014).

## Демографія
Населення за роками:

Станом на 1 січня 2023 року в муніципалітеті офіційно проживало 16 іноземців з 9 країн, серед них 7 громадян країн Євросоюзу.

## Сусідні муніципалітети
- Аккуавіва-д'Ізернія
- Альфедена
- Кастель-ді-Сангро
- Кастель-Сан-Вінченцо
- Черро-аль-Вольтурно
- Піццоне
- Рьонеро-Саннітіко
- Сконтроне